# Казімеж Брандис
Казімеж Бра́ндис (пол. Kazimierz Brandys; 27 жовтня 1916, Лодзь — 11 березня 2000, Париж) — польський письменник. Член ПОРП з 1946. Брат польського прозаїка, журналіста і перекладача Мар'яна Брандиса.
Народився в Лодзі. За освітою юрист. Літературну діяльність почав як публіцист наприкінці 1930-х pp. У 1946 вийшли романи «Дерев'яний кінь» та «Нескорене місто». Один з найкращих творів Брандиса — чотиритомний цикл «Між війнами» (1947—1950). У п'єсі «Справедливі люди» (1953) змальовано події 1905. Брандис — автор роману «Громадяни» (1954), збірки оповідань «Червона шапочка» (1956), повісті «Мати Крулів» (1957) — про життя сучасної Польщі.
Українські переклади — Громадяни. К., 1956.